# IX Giochi paralimpici invernali
I IX Giochi paralimpici invernali si sono tenuti a Torino dal 10 al 19 marzo 2006. Le gare si sono svolte a Torino e in altre tre località del Piemonte: Pinerolo, Pragelato e Sestriere. Dal 10 al 26 febbraio si sono tenuti, nella stessa sede, i XX Giochi olimpici invernali.
È stata la prima edizione delle Paralimpiadi invernali ospitata dall'Italia, nonché la seconda in assoluto dopo i I Giochi paralimpici estivi del 1960 a Roma.

## Sviluppo e preparazione

### Sedi di gara

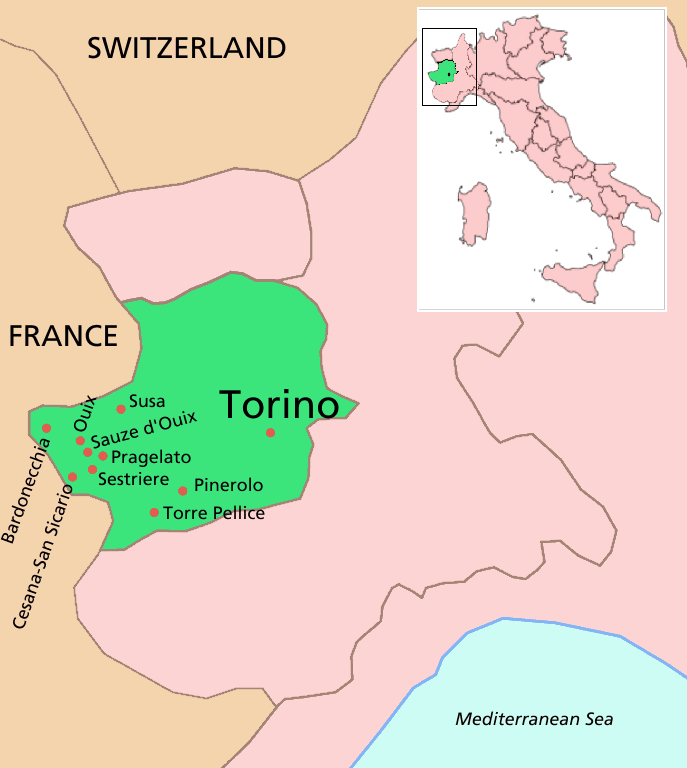
I siti delle competizioni in provincia di Torino

Per le competizioni sono state utilizzate le stesse strutture che hanno ospitato i XX Giochi olimpici invernali. I siti delle gare sono stati:

#### Torino
- Torino Esposizioni - Hockey su slittino
- Stadio Olimpico - Cerimonia d'apertura
- Piazza Castello - Cerimonia di chiusura

#### Altre località
- Pinerolo - Curling in carrozzina
- Pragelato - Sci di fondo e biathlon
- Sestriere - Sci alpino

#### Villaggi Paralimpici
- Torino
- Sestriere

### Simboli

#### Mascotte
La mascotte dei Giochi è Aster, disegnata da Pedro Albuquerque, stesso disegnatore di Neve e Gliz.

## I Giochi

### Paesi partecipanti
Paesi non partecipanti
     Paesi partecipanti con 1-4 atleti
     Paesi partecipanti con 5-9 atleti
     Paesi partecipanti con 10-19 atleti
     Paesi partecipanti con 20 o più atleti

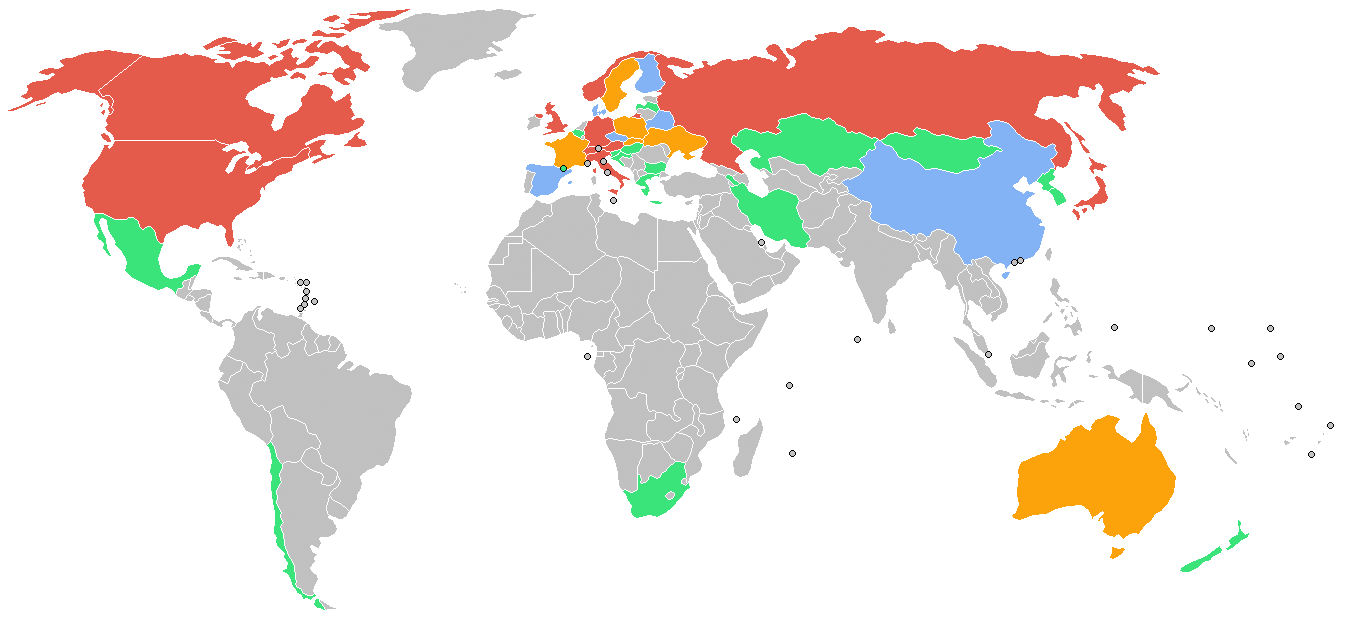
Mappa dei paesi partecipanti:
Paesi non partecipanti
Paesi partecipanti con 1-4 atleti
Paesi partecipanti con 5-9 atleti
Paesi partecipanti con 10-19 atleti
Paesi partecipanti con 20 o più atleti

I comitati paralimpici che hanno parte ai IX Giochi paralimpici invernali sono stati 39, per un totale di 486 atleti; entrambi hanno registrato un aumento rispetto ai precedenti Giochi di Salt Lake City 2002, dove erano state presenti 36 nazioni con 430 atleti.
La Mongolia e il Messico hanno fatto il loro debutto ai Giochi paralimpici invernali. Il Messico, inoltre, è stato l'unico paese ad essere presente ai Giochi paralimpici di Torino 2006, ma non ai corrispondenti XX Giochi olimpici invernali. I Paesi Bassi e l'Estonia, entrambi presenti alla precedente edizione, non hanno inviato nessun atleta.
Di seguito sono riportate le nazioni che hanno partecipato, con indicato tra parentesi il numero di atleti:
- Andorra (2)
- Armenia (2)
- Australia (10)
- Austria (25)
- Belgio (1)
- Bielorussia (6)
- Bulgaria (3)
- Canada (35)
- Cile (2)
- Cina (8)
- Corea del Sud (3)
- Croazia (1)
- Danimarca (6)
- Finlandia (7)
- Francia (19)
- Germania (35)
- Giappone (40)
- Gran Bretagna (20)
- Grecia (1)
- Iran (1)
- Italia (39) (paese ospite)
- Kazakistan (2)
- Lettonia (1)
- Mongolia (2)
- Messico (1)
- Norvegia (29)
- Nuova Zelanda (2)
- Polonia (11)
- Rep. Ceca (5)
- Russia (29)
- Slovacchia (17)
- Slovenia (1)
- Spagna (9)
- Stati Uniti (56)
- Sudafrica (1)
- Svezia (19)
- Svizzera (21)
- Ucraina (12)
- Ungheria (2)

### Discipline
Ai IX Giochi paralimpici invernali furono presenti 5 discipline:
- Biathlon
- Curling in carrozzina
- Hockey su slittino
- Sci alpino
- Sci di fondo

### Calendario
| ● | Cerimonia d'apertura | ● | Finali | ● | Cerimonia di chiusura |

| Marzo                                                                           | 10 | 11 | 12 | 13 | 14 | 15 | 16 | 17 | 18 | 19 |
| ------------------------------------------------------------------------------- | -- | -- | -- | -- | -- | -- | -- | -- | -- | -- |
| Cerimonie (Torino, apertura allo Stadio Olimpico e chiusura in Piazza Castello) | ●  |    |    |    |    |    |    |    |    | ●  |
| Hockey su slittino (Torino, Esposizioni)                                        |    | ●  | ●  |    | ●  | ●  | ●  | ●  | ●  |    |
| Curling in carrozzina (Pinerolo, Palaghiaccio)                                  |    |    | ●  | ●  | ●  | ●  | ●  | ●  | ●  |    |
| Sci alpino (Sestriere, Borgata)                                                 |    | ●  | ●  | ●  | ●  |    | ●  | ●  | ●  | ●  |
| Biathlon (Pragelato, Plan)                                                      |    | ●  |    |    | ●  |    |    |    |    |    |
| Sci di fondo (Pragelato, Plan)                                                  |    |    | ●  |    |    | ●  |    | ●  | ●  | ●  |
| Marzo                                                                           | 10 | 11 | 12 | 13 | 14 | 15 | 16 | 17 | 18 | 19 |

### Cerimonia di apertura
La cerimonia di apertura dei IX Giochi paralimpici invernali si è tenuta il 10 marzo 2006 18:00 CET (17:00 UTC), presso lo Stadio Olimpico di Torino (ex Stadio Comunale Vittorio Pozzo).
La Cerimonia è stata ideata e prodotta da Filmmaster Group. Produttore Esecutivo Marco Balich, Produttore Associato e Regista Ric Birch, Autore e Responsabile dei Contenuti Alfredo Accatino, Art Direction Lida Castelli. La produzione della Cerimonia ha coinvolto una squadra di 180 persone di staff e 2100 volontari, tra i quali 400 disabili.
I diritti televisivi sono stati acquistati in tutti i continenti, compresa l'Africa e, per la prima volta, il Sud America, tanto da far diventare questa edizione, a livello di importanza mediatica, il terzo evento sportivo del 2006, dopo Olimpiade e Mondiali di calcio.
Durante lo spettacolo, intitolato Oltre ogni limite e ogni barriera, i momenti protocollari della Cerimonia si sono alternati a quadri artistici legati al tema del superamento degli ostacoli e delle divisioni, mescolando danzatori professionisti e dilettanti, abili e disabili. Dopo i discorsi della presidentessa del comitato organizzatore e del presidente del Comitato Paralimpico Internazionale, alle 19:12 CET (18:18 UTC) il Presidente della Repubblica Italiana Carlo Azeglio Ciampi ha dichiarato ufficialmente "aperti i IX Giochi Paralimpici Invernali di Torino".
Il giuramento paralimpico è stato pronunciato dallo sciatore alpino Fabrizio Zardini a nome degli atleti.
Gli ultimi tedofori sono stati Aroldo Ruschioni, vincitore di tre medaglie d'oro ai I Giochi paralimpici estivi che si tennero a Roma nel 1960, e Silvia Battaglio, una bambina torinese non vedente. Ruschioni ha ricevuto la torcia al termine di una "catena umana" formata da 39 atleti, uno in rappresentanza di ogni nazione presente ai Giochi.
La fiamma paralimpica era stata accessa l'8 marzo con una suggestiva cerimonia, svoltasi in diretta televisiva che univa Roma, Colosseo, con Torino, Porta Palazzo.

## Medagliere
| Paese         | Oro | Argento | Bronzo | Totale |
| ------------- | --- | ------- | ------ | ------ |
| Russia        | 13  | 13      | 7      | 33     |
| Germania      | 8   | 5       | 5      | 18     |
| Ucraina       | 7   | 9       | 9      | 25     |
| Francia       | 7   | 2       | 6      | 15     |
| Stati Uniti   | 7   | 2       | 3      | 12     |
| Canada        | 5   | 3       | 5      | 13     |
| Austria       | 3   | 4       | 7      | 14     |
| Giappone      | 2   | 5       | 2      | 9      |
| Italia        | 2   | 2       | 4      | 8      |
| Polonia       | 2   | 0       | 0      | 2      |
| Bielorussia   | 1   | 6       | 2      | 9      |
| Norvegia      | 1   | 1       | 3      | 5      |
| Australia     | 0   | 1       | 1      | 2      |
| Spagna        | 0   | 1       | 1      | 2      |
| Slovacchia    | 0   | 1       | 1      | 2      |
| Svizzera      | 0   | 1       | 1      | 2      |
| Gran Bretagna | 0   | 1       | 0      | 1      |
| Rep. Ceca     | 0   | 1       | 0      | 1      |
| Svezia        | 0   | 0       | 1      | 1      |